# 偃师博物馆
偃师博物馆是位于中华人民共和国河南省洛阳市偃师区的一座博物馆，距离偃师商城遗址一百米处。偃师博物馆于1987年落成，原名偃师商城博物馆，占地面积为16,000平方米，建筑面积为5,500平方米，展室面积为2,500平方米，馆藏品26,517件，主要集合夏商历史研究、陈列、宣传为主的专题展览。
偃师博物馆被列为国家三级博物馆，国家2A级旅游景区。